# Condado de Loudon
El condado de Loudon (en inglés: Loudon County, Tennessee), fundado en 1870, es uno de los 95 condados del estado estadounidense de Tennessee. En el año 2000 tenía una población de 39.086 habitantes con una densidad poblacional de 66 personas por km². La sede del condado es Loudon.

## Geografía
Según la Oficina del Censo, el condado tiene un área total de 640 km² (247,1 mi²), de la cual 593 km² (229 mi²) es tierra y 3 km² (1,2 mi²) es agua.

### Condados adyacentes
- Condado de Knox noreste
- Condado de Blount este
- Condado de Monroe sur
- Condado de McMinn suroeste
- Condado de Roane noroeste

## Demografía
En el 2000 la renta per cápita promedia del condado era de $40,401, y el ingreso promedio para una familia era de $46,517. El ingreso per cápita para el condado era de $21,061. En 2000 los hombres tenían un ingreso per cápita de $33,567 contra $23,164 para las mujeres. Alrededor del 10% de la población estaba bajo el umbral de pobreza nacional.

## Lugares

### Comunidades incorporadas
- Greenback
- Lenoir City
- Loudon
- Philadelphia

### Comunidades no incorporadas
- Dixie Lee Junction
- Morganton
- Tellico Village